# Damned (série télévisée)
Pour les articles homonymes, voir Damned.
 (janvier 2013).
Si vous disposez d'ouvrages ou d'articles de référence ou si vous connaissez des sites web de qualité traitant du thème abordé ici, merci de compléter l'article en donnant les références utiles à sa vérifiabilité et en les liant à la section « Notes et références ».
Damned est une série amateur française, créée par Ruddy Pomarede avant Flander's Company, auto-produite et réalisée par le collectif Guardians. L'épisode 3 a été diffusée sur Game One lors de la nuit du film amateur. La série est accessible sur Youtube, et les DVD autoproduits sont disponibles sur leur page officiel. La dernière saison est disponible en édition Blu-ray chez Olydri Studio.
La série possède deux cycles, le premier cycle est centré sur Sinji, Samantha, Johan et l’Ordre. Le second cycle de Damned (D.Next) est centré sur Sinji, Clément, Rémy, Seth et les Templiers de Baal.
La série est caractérisée par un mélange d'humour décalé et de combats spectaculaires à coups de pouvoirs magiques.

## Univers
Après le ravage de la Terre lors des Guerres Divines, l’Élysion et le Pandémonium décrètent un cessez-le-feu et parviennent à un consensus: L'issue de la bataille - dont l'enjeu est le contrôle du plan matériel - ne peut pas se décider par un affrontement direct sur Terre sous peine de la détruire complètement. Le sort du plan matériel est donc mis entre les mains des hommes : par leur actions, ils détermineront finalement à qui reviendra leur dimension.
Pour prévenir toute ingérence des deux camps, deux sceaux sont posés pour empêcher anges et démons d'accéder au plan matériel. Originellement, seul un émissaire de chaque camp aurait dû pouvoir se rendre périodiquement sur Terre pour compter les points, mais à la suite d'une manipulation de Lucifer le sceau du Pandémonium a été affaibli pour laisser passer certains démons. 
Pour faire face à cette transgression, Élysion - qui ne peut pas intervenir physiquement - manipule indirectement certains individus, notamment l'Ordre: une organisation tentaculaire qui essaie de rassembler en son sein un maximum d'humains dotés de pouvoir paranormaux pour réguler l'activité démoniaque.
Dans ce contexte, la série raconte les histoires de Sinji, un agent de l'ordre, accompagné de deux équipes différentes suivant les saisons.
L'univers de Damned fait un peu penser à celui du jeu de rôle In Nomine Satanis - Magna Veritas, bien qu'il n'en soit pas directement inspiré (l'auteur ne connaissant pas le jeu avant qu'on lui fasse part des similitudes avec son propre univers). Il s'agit d'un monde contemporain semblable au nôtre, sauf que la magie y existe, et que la Terre y est le terrain d'affrontement indirect des forces divines (Élysion) et démoniaques (Pandemonium).

## Synopsis
Damned
Lors d'une mission les opposant aux Templiers de Bââl, deux agents de l'Ordre, Sinji le nightblade et son partenaire Johan le prêtre font la connaissance de Samantha, une jeune fille qui a hérité de sa grand-mère un puissant artefact et ses pouvoirs de sorcière. À la suite de cette rencontre, Sinji et Johan quittent l'ordre et fondent avec leur nouvelle complice une entreprise d'exorcisme à Grenoble.
Après quelques aventures l'amenant entre autres à croiser le chemin du démon majeur Seth, Sinji se retrouve rattrapé par son passé lorsque s'incarne sur terre l'Archange du jugement, Dominique. En effet, l'Ordre l'a utilisé pour emprisonner l'émissaire démoniaque, le Prince du Jugement Balor, et la rencontre avec l'émissaire divin aura forcément des conséquences désastreuses. L'Ordre échoue à éviter l'affrontement, et Grenoble se retrouve rayé de la carte…
Heureusement, Elysion décide de réécrire l'histoire du plan terrestre en effaçant l'existence de Sinji - évitant ainsi la rencontre entre Balor et Dominique, et donc la catastrophe. Afin d'éviter un désagréable séjour en enfer, Sinji accepte de devenir un agent d'Elysion.
Damned Next
Au cours d'une mission, Sinji se retrouve "malencontreusement" ressuscité par l'effet aléatoire d'un sort a priori anodin lancé par Clément, une magicienne aux pouvoirs erratiques. Délivré de ses obligations envers Elysion puisque ayant retrouvé une enveloppe charnelle propre, il continue néanmoins à travailler pour eux, convaincu par Dominique de le faire contre finances, aidé de Clément, de l'ami d'enfance de celle-ci  Rémy, ainsi que le démon mineur Seth de Bélial, avec lequel sa résurrection malencontreuse semple avoir tissé un lien vital. 
Ils vont finir par mettre au jour un important complot fomenté par les Templiers de Bââl. Lors de la résolution de ce conflit, correspondant à une grande bataille rangée entre Sinji, Rémy, Seth et Clement d'un côté et les templiers de l'autre, le supérieur des templiers décide alors d'utiliser l'anneau des 7 portes lui permettant de contrôler le Void, une puissant énergie magique qui renverse le conflit. En désespoir de cause, Sinji et Seth tentent un rituel permettant de libérer la puissance du démon en Sinji pour lui permettre de la contrôler pleinement. Il s'agit en fait d'une trahison venant de Seth, alors que ce dernier ne visait qu'à libérer le démon majeur Balor de ses entraves. La fin de l'arc 6 se conclut alors sur la mort de Seth, tué par un Balor en pleine possession de l'enveloppe charnelle de Sinji.
L'arc 7 se concentre principalement sur le sauvetage de Clément par un agent de l'Ordre, Sion, l'empêchant d'être tuée par Balor, ainsi que la résurrection de Rémy dans un nouveau corps grâce à l'intervention de Jésus. Du côté des démons, Balor a invoqué trois démons mineurs pour l'aider à décider si le monde doit être détruit ou non (N.B: pour rappel, Balor est l'agent des enfers envoyé sur terre pour permettre de juger les humains). Ces derniers décident alors de profiter de la reconstitution des sens de Balor, notamment celui du goût, pour lui organiser un tour du monde culinaire et lui montrer ce qui se fait sur terre à notre époque. Alors que ce dernier semble presque convaincu que ce qui se fait dans le monde vaut la peine d'être épargné, l'Ordre intervient à l'aide d'un archange (Gabriel), aidé de Clément et Rémy, pour tenter de le renvoyer chez lui. Après une grande bataille, un ultime sortilège est lancé par Rémy pour tenter de renvoyer l'âme de leur ami Sinji dans son corps et ainsi contrôler le démon. L'arc sept se termine sur le lancement de ce sortilège, même si on ignore tout de sa résolution.
Fin de la série
Dans un Live donné pour le SAV de l'épisode 11 de la saison 5 de la Flander's Company (22.06.2019), l'auteur annonce que la suite de la série ne se fera pas, malgré l'existence de passages bonus et non-montés dans le blu-ray de Damned 7. Il semble préciser que Damned 8 n'est pas faisable à la fois à cause de son emplois du temps et que l'équipe n'a plus l'énergie pour reprendre les personnages. Il précise, qu'il n'envisage pas de confier la réalisation à une autre équipe. Cet épisode devait normalement montrer la résolution du conflit avec Balor ainsi que faire le lien et la résolution avec et de l'arc des templiers de Bâal.

## Lexique
L'univers de Damned introduit de nombreuses notions particulières, empruntées ou originales, notamment en ce qui concerne les personnages qui sont pour la plupart associés à des castes se rapprochant des classes de personnages des jeux de rôles.
NightbladeUn mage de combat ayant subi une possession forcée et qui tire ses pouvoirs du démon qui l'habite. Le démon est maintenu en léthargie par des techniques interdites, mais le contrôle exercé par le Nightblade sur son démon est instable, chaque sollicitation de ses pouvoirs pouvant provoquer son réveil. Une fois réveillé, le démon peut prendre possession du Nightblade. Les Nightblades sont les résultats d'expérimentations controversées de l'Ordre, toujours à la recherche de nouveaux moyens pour contrecarrer les plans des démons incarnés.
GunnerUn adepte de Gaia, décrite comme la source de vie ou force vitale universelle. Le gunner utilise des armes à feu comme armes de prédilection. Il maîtrise aussi des techniques offensives et défensives qui utilisent la force vitale comme source d'énergie.
EntropieUne force d'énergie chaotique, instable, qui trouve sa source à la lisière entre la réalité matérielle et le vide. Elle est décrite comme une force brute et primordiale, qui peut influencer le cours des choses mais jamais être maîtrisée.
VoidC'est la source d'énergie primordiale annihilante qui provient des dimensions extérieures à la création. Ne peut être contrée par les magies standard, seule l'entropie peut lui résister.

## Épisodes
Cycle 1 Damned
1 Damned : Les Flammes du Sabbat(1998)
2 Damned 2 : Again (1999)
3 Damned 3 : Cursed (2000)
4 Damned 4 : Requiem (2001)
Cycle 2Damned Next
5.1 Come Back (2002)
5.2 Blow Out (2003)
6.1 Gathering (2004)
6.2 Conspiracy (2006)
6.3 Showdown (2009)
Damned 7 :
1. Awakening (2015)
2. Holy Orders (2015)
3. Clashes (2015)
4. Team Balor (2015)
5. Training (2015)
6. Battle Plans (2015)
7. The Holy One (2016)
8. Blank Hour (2016)
9. Royal Rumble (2016)
10. Transcendance (2016)

Damned 8 (Ne sortira pas, annonce par R. Pomarede en live)

## Les personnages principaux
SinjiLe personnage principal de la saga. Gros bourrin colérique, voire limite psychopathe par moments. Dotés de pouvoirs au-delà de la norme, il ne se soucie pas vraiment des dommages collatéraux. Sinji est un Nightblade particulier parmi les siens: L’Ordre l'a crée de toutes pièces pour y enfermer le démon Balor, Prince du Jugement et émissaire du Pandémonium. Cela fait de lui le Nightblade le plus puissant - et le plus instable.
Son attaque favorite, Châtiment, consiste à invoquer un astéroïde sur le champ de bataille. 
Après avoir quitté l'Ordre et fondé sa propre entreprise d'exorcisme, il décède lors de l'épisode 4 et est récupéré par Elysion, qui lui confie le rôle d'Agent sur le plan matériel sous la surveillance de Dominique. Ce dernier lui pose des entraves censées limiter l'utilisation de ses pouvoirs afin de supprimer le risque qu'il soit dominé par Balor.
JohanLe partenaire de Sinji pendant toute la première saison, il est prêtre et c'est le fils du numéro 1 de l'Ordre. Gentil neuneu, facile à manipuler, sa magie divine n'en est pas moins puissante. De nombreuses allusions questionnent son respect du vœu de chasteté.
SamanthaTroisième membre du trio de la première saison. Une sorcière qui maîtrise le temps et l'espace. Vénale au dernier degré.
SethDémon majeur libéré par Loki lors de l'épisode 3. À la tête d'une Triade de démons, il est arrogant, frimeur, et surtout extrêmement dangereux. Dans l'épisode 3 il affronte Sinji, Sam et Johan avant d'être mis hors de combat notamment grâce à sa fusion involontaire avec un Pikachu. Ayant survécu, il a depuis une dent contre Sinji qu'il hait profondément. Mais au début de la saison 2, il se trouve forcé de collaborer avec lui quand le sort de Clément qui redonne un corps matériel à Sinji lie leurs essences vitales, les rendant chacun dépendant de la survie de l'autre. Subordonné de Belial, prince démon du feu, il utilise des attaques très inspirées de cet élément.
ClémentUne magicienne qui a malencontreusement ressuscité Sinji. Exclue de l'école de magie de Poudlard à la fin de sa première année, elle n'en est pas moins très douée. Cependant la source de sa puissance, l'Entropie, n'est que très partiellement contrôlable, et des effets secondaires totalement aléatoires peuvent se substituer à ceux originellement prévus. Sinji affirme qu'il n'a jamais vu une affinité aussi forte avec l'Entropie chez quelqu'un. La raison pour laquelle Clément porte un prénom masculin n'est à ce jour pas vraiment expliquée. Cependant, certaines répliques nous mêneraient à penser que Clément était par le passé un garçon et qu'elle aurait changé de sexe à la suite d'une de ses nombreuses incantations ratées.
RémyAmi d'enfance de Clément, il l'a connu à la DDASS avant de retourner avec ses parents. Ceux-ci ont été assassinés par un démon, et il a décidé de les venger en combattant la race démoniaque dans son ensemble. C'est un Gunner formé par le Centre de Gaia. Taciturne, limite asocial, il se lie difficilement aux gens qu'il croise. Il développera un semblant d'amitié avec Sinji au fil des épisodes.
GabrielGabriel, le Messager de Dieu, est l’un des 9 Archanges qui président le Haut Conseil d’Elysion.
Lorsque Dominique lance l’idée d’utiliser Sinji alors nouvel arrivant à Elysion comme sujet d’étude, il charge Gabriel et Michel d’exploiter le filon. Leurs premiers travaux donneront des résultats encourageants:
Sous la condition de trouver un être humain compatible pouvant servir d' "ancre" dimensionnelle, un Archange pourrait théoriquement se matérialiser sur terre sur une certaine durée.
Gabriel charge alors Sion de faire passer un test à tous les membres de l’Ordre. Une seule correspondance fut confirmée : Sion et Gabriel.
Au bout de deux mois de préparatifs un premier test concluant est effectué : Désormais Sion peut invoquer à commande Gabriel pour une durée maximale de 15 minutes par jour.
D’un naturel désinvolte et franc, Gabriel est une personnalité qui met souvent les pieds dans le plat. Il reste une entité fondamentalement bienveillante.

## Distribution
| Acteur                | Personnage(s)                                | Statut du Personnage | Episodes          | Camp              | Classe                    | Pouvoir(s) / Spécialité(s) |
| --------------------- | -------------------------------------------- | -------------------- | ----------------- | ----------------- | ------------------------- | -------------------------- |
| Ruddy Pomarede        | Sinji / Balor                                | Actif                | Tous              |                   | Nightblade (Humain/Démon) | Void, Météores             |
| Sébastien Grieu       | Johan                                        |                      | 1                 | Humains           | Humain                    |                            |
| Nathalie Baixas       | Samantha                                     |                      | 1                 | Humains           | Humain                    |                            |
| Nicolas Roux-Fouillet | Johan                                        |                      | 2 à 4             | Humains           | Prêtre                    |                            |
| Nathalie Jeauffroy    | Samantha                                     |                      | 2 à 4             | Humains           | Sorcière                  |                            |
| Jean Pomarede         | Seth                                         | Mort                 | 3 à 6.3           | Pandémonium *     | Démon                     |                            |
| Clémence Perrot       | vampire de la Flander's Company              |                      | 3 et 4            |                   | Vampire                   |                            |
| Clémence Perrot       | Clément                                      | Actif                | 5 et suivants     | Humains           | Magicienne                | Entropie                   |
| Rémi Gautier          | Rémy                                         | Actif                | 5.1 à 6.2         | Humains           | Gunner                    | Gun, Force Vitale          |
| Pierre Babut          | Rémy                                         | Actif                | 6.3               | Humains           | Gunner                    | Gun, Force Vitale          |
| Romain Boileau        | Rémy                                         | Actif                | 7                 | Humains           | Gunner                    | Gun, Force Vitale          |
| Simon Brochard        | le chef des vampires de la Flander's Company |                      | 3 et 4            |                   | Vampire                   |                            |
| Simon Brochard        | Seifer                                       | Mort                 | 5                 | Pandémonium       | Démon                     |                            |
| Simon Brochard        | Gaar                                         | Inconnu              | 6                 | Templiers de Baal | Humain                    |                            |
| Loan Trinh            | vampire de la Flander's Company              |                      | 3                 |                   | Vampire                   |                            |
| Loan Trinh            | Freiya, nécromancienne de l'Ordre            |                      | 4                 | L'Ordre           | Nécromancienne            |                            |
| Loan Trinh            | Syph                                         | Mort                 | 5                 | Pandémonium       | Démon                     |                            |
| Loan Trinh            | Yvy                                          | Inconnu              | 6.1 et 6.2        | Templiers de Baal | Humain                    |                            |
| Jean-Marc Imbert      | Scaar                                        | Mort                 | 5                 | Pandémonium       | Démon                     |                            |
| Jean-Marc Imbert      | Membrix                                      |                      | 6.2 (apparitions) | L'Ordre           | Humain                    |                            |
| Nathallie Lagrée      | Nataly                                       | Inconnu              | 6                 | Templiers de Baal | Magicienne                | Arcanes                    |
| Grégoire Hellot       | Venom                                        | Inconnu              | 6                 | Templiers de Baal | Humain                    |                            |
| Bastien Gilliet       | Strider                                      | Inconnu              | 6                 | Templiers de Baal | Humain ?                  |                            |
| Nicolas Hitori De     | Claw                                         | Inconnu              | 5.2 et suivants   | Templiers de Baal | Humain                    |                            |
| Yorick Aniel          | Albert                                       | Actif                | 6.1 et 6.2 ; 7    | L'Ordre           | Humain                    |                            |
| Isabelle Chevalier    | Galabruel                                    |                      | 6.2 (apparitions) | L'Ordre           | Humain                    |                            |
| Frédéric Hosteing     | vampire avec chien                           |                      | 3 (apparitions)   |                   | Vampire                   |                            |
| Frédéric Hosteing     | Sion                                         | Actif                | 4 et 7            | L'Ordre           | Humain                    |                            |
| Frédéric Hosteing     | Hyppolite Kurtzmann                          |                      | 6.3 (apparitions) |                   | Humain                    |                            |
| Guillaume Sapy        | Sailor Zangief / Monsieur Le Juge            |                      | 3                 |                   | / Humain                  |                            |
| Guillaume Sapy        | Dominique                                    |                      | 4 à 6.3           | Elysion           | Ange                      |                            |
| Mathieu Poggi         | Dominique                                    | Actif                | 7                 | Elysion           | Ange                      |                            |
| Nicolas Galgani       | Michel                                       | Actif                | 6.3 et 7          | Elysion           | Ange                      |                            |
| Laurent Charrier      | Gabriel                                      | Inconnu              | 7                 | Elysion           | Ange                      |                            |
| David Guelou          | Ulfgar                                       | Mort                 | 4 et 7            | L'Ordre           | Paladin                   |                            |
| Lucie Meynaidier      | Ronwe                                        | Inconnu              | 7                 | Pandémonium       | Démon                     |                            |
| Caroline Segarra      | Kali                                         | Inconnu              | 7                 | Pandémonium       | Démon                     |                            |
| Pierre Brenot         | Epoch                                        | Inconnu              | 7                 | Pandémonium       | Démon                     | Void                       |

## Équipe technique
- Scénario, réalisation, montage, effets spéciaux : Ruddy Pomarede

- Equipe technique : Ruddy Pomarede, Emeric Levardon, Hélène Robino, Alexandre Labedade.
- Illustrations : Nicolas Hitoride, Virak, Rann, Bory